# Politischer Tausch
Politischer Tausch ist ein Begriff aus der sozialwissenschaftlichen Diskussion über den Neokorporatismus, der in Analogie zum wirtschaftlichen Tausch benutzt wird. Beim politischen Tausch besteht der „Güteraustauch“ in wechselseitigen Verpflichtungen der beteiligten Parteien.
Erstmals hat der italienische Sozialwissenschaftler Alessandro Pizzorno den englischen Begriff „political exchange“ geprägt, der danach in übersetzter Form auch in der deutschsprachigen Korporatismusliteratur Verwendung fand.
Typisch für den „politischen Tausch“ sind Sozialpakte zwischen Regierungen und Gewerkschaften. Dabei werden in der Regel den Gewerkschaften Mäßigung ihrer Lohnforderungen und/oder Einschränkung ihrer Streiktätigkeit abverlangt und ihnen als Gegenleistungen politische Konzessionen (zum Beispiel Ausweitung ihrer Mitbestimmungsrechte in Wirtschaft und Unternehmen) und/oder materielle Kompensationen für ihre Mitglieder (Verbesserung der sozialen Sicherung, Steuererleichterungen oder dergl.) zugesichert.
Der „politische Tausch“ kann durch einen förmlichen Sozialkontrakt inhaltlich fixiert oder in Form eines unexpliziten, informellen Sozialpaktes eingegangen werden. So beruhte beispielsweise das auch als „keynesianischer Sozialvertrag“ bezeichnete tripartistische Arrangement zwischen Gewerkschaften, Wirtschaftsverbänden und staatlicher Administration während der Konzertierten Aktion (1967–1977) eher auf einem informellen Elitenkonsens als auf einer förmlichen Abmachung.
In den 1990er Jahren sind in einigen Ländern Westeuropas (Niederlande, Dänemark) Sozialpakte zwischen den Arbeitsmarktparteien und dem Staat neu belebt worden. Auch in Deutschland gab es nach dem Regierungswechsel von 1998, den Versuch, ein zentrales „Bündnis für Arbeit“ ins Leben zu rufen, das allerdings an den unvereinbaren Vorstellungen und Forderungen von Gewerkschaften und Arbeitgeberverbänden scheiterte.